# Thailands kvindefodboldlandshold
Thailands kvindefodboldlandshold er det nationale fodboldhold for kvinder i Thailand. Det administreres af Football Association of Thailand.